# Tramvajová trať Mendlovo náměstí – Šilingrovo náměstí – náměstí Svobody

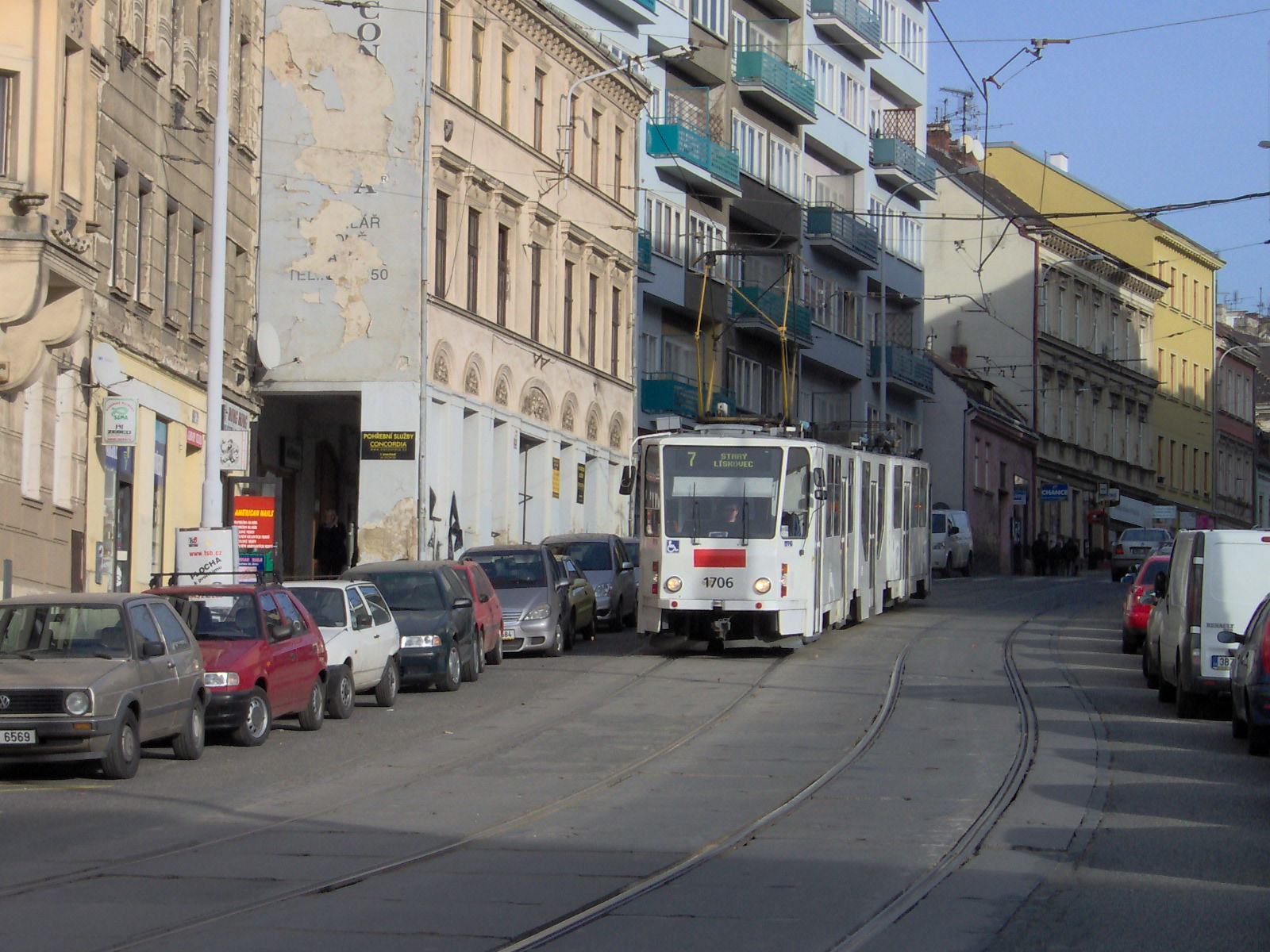
Tramvaj Tatra KT8D5R.N2 v Pekařské ulici

Tramvajová trať Mendlovo náměstí – Šilingrovo náměstí – náměstí Svobody je částí brněnské tramvajové sítě a tvoří spojení mezi centrem města a oblastí Starého Brna. Trať začíná na Mendlově náměstí odpojením z tratě do Pisárek a vede po Pekařské ulici kolem Fakultní nemocnice u sv. Anny na Šilingrovo náměstí, kde se napojuje na tramvajovou trať po Husově ulici. Dále pokračovala (úsek byl zrušen v roce 1942) po ulici Dominikánské, přes Dominikánské náměstí a po ulici Zámečnické na náměstí Svobody, kde se plynule napojila na trať po Kobližné ulici. Tramvajová trať mezi Mendlovým náměstím a náměstím Svobody byla postavena postupně mezi lety 1903 a 1913.

## Historie

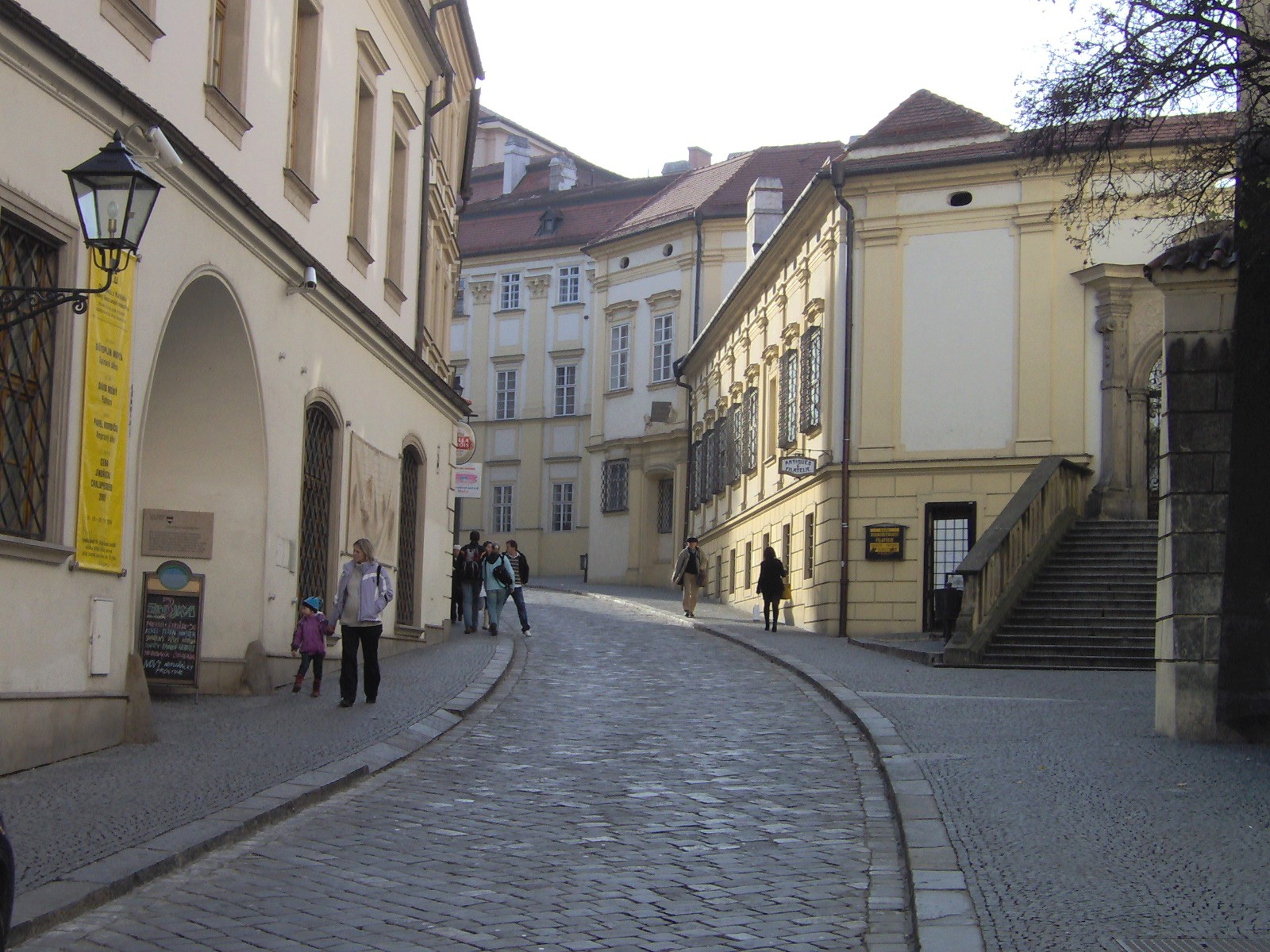
Dominikánská ulice. Zde v letech 1906–1942 vedla jednokolejná tramvajová trať.

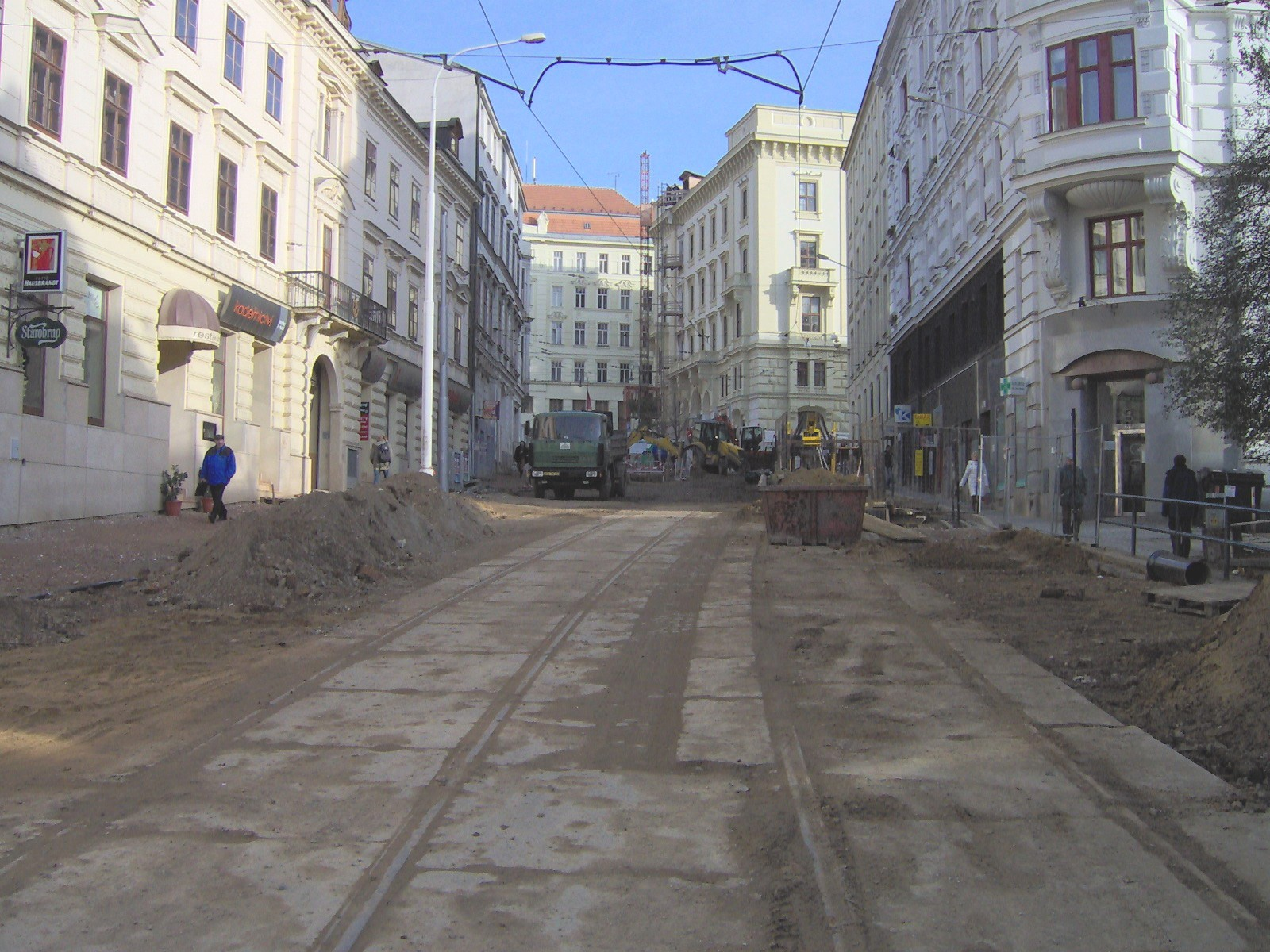
Rekonstrukce horní části Pekařské ulice na podzim 2008

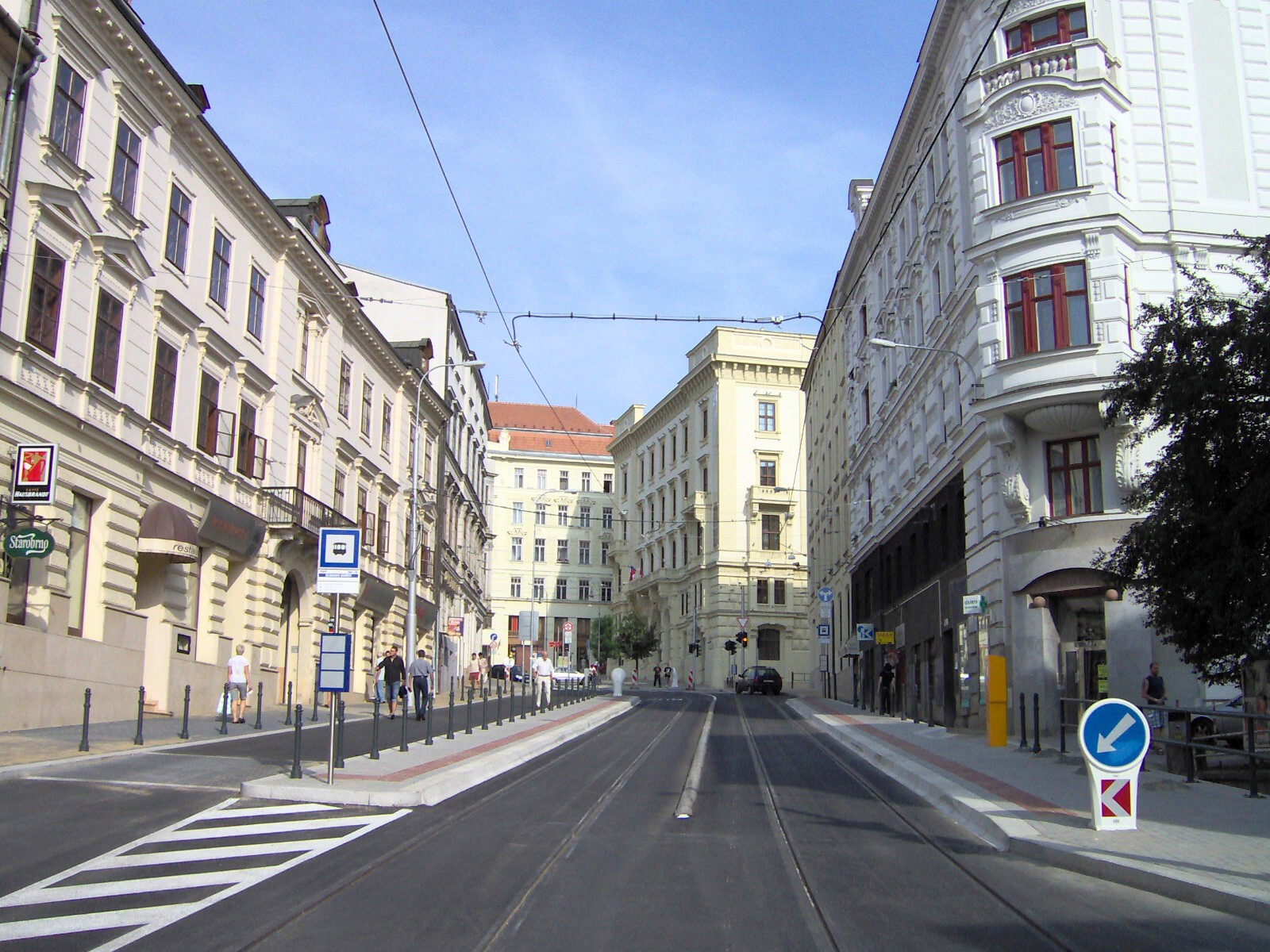
Tentýž pohled na konci srpna 2009 před zahájením provozu

Stavbě tratě mezi Klášterním náměstím (dnes Mendlovo náměstí) a náměstím U městského domu (Šilingrovo) byla zahájena 14. dubna 1903. Zahájení provozu na tomto úseku se uskutečnilo 29. října téhož roku, na trať vyjely tramvaje „zelené“ linky od Ústředního hřbitova. Trať byla jednokolejná, měla dvě výhybny a délku přibližně 1 km. Oproti dnešnímu stavu jezdily tramvaje do Pisárek po ulici Hlinky a trať po Pekařské ulici se odpojovala před pivovarem a vedla podél klášterní zdi. Původně se počítalo s prodloužením do Eliščině třídě (Husova), proto byla trať ukončena obloukem po této ulice směrem k Červenému kostelu.
K tomuto kroku ale nedošlo a trať byla prodloužena směrem na Velké náměstí (Svobody). Tento úsek, který byl zprovozněn 20. července 1906, vedl z náměstí U městského dvora (Šilingrovo) po úzké a pro tramvaje strmé ulici Dominikánské, dále přes Dominikánské náměstí a po ulici Zámečnické na Velké náměstí (Svobody). Trať byla jednokolejná s jednou výhybnou a měřila přibližně 500 m. Na Velkém náměstí (Svobody) ale nebyla kolejově propojena s ostatními tramvajovými tratěmi, končila vedle morového sloupu prostým rozvětvením.
V roce 1911 byl celý úsek mezi Klášterním náměstím (Mendlovo) a náměstím U městského domu (Šilingrovo) rekonstruován. K propojení tratí na Velkém náměstí (Svobody) došlo 9. května 1913, trať od Zámečnické ulice vedla napříč náměstím, překřížila trať na hlavní nádraží a v ústí ulice Kobližné se napojila na trať tudy vedoucí. Zároveň byl zdvoukolejněn úsek z Dominikánského náměstí po ulici Kobližnou.
9. dubna 1926 byla na náměstí Svobody provizorně ukončena linka č. 2 od Ústředního hřbitova, neboť probíhala stavba čekárny s veřejnými záchody, tzv. hříbku. K obnovení provozu do Zábrdovic došlo 1. října téhož roku.
3. července 1927 byla zprovozněna druhá kolej po ulici Pekařské, jediným jednokolejným úsekem na trati tak zůstala úzká ulice Dominikánská. 10. prosince téhož roku bylo uvedeno do provozu kolejové propojení směrem od Pisárek na ulici Pekařskou, předtím existovaly pouze oblouky ve směru od ulice Křížové. V roce 1938 byla zrekonstruována trať v Dominikánské ulici, do oblouků byly vloženy přechodnice.
Dne 6. května 1942 byl zrušen nevyhovující úsek tratě ve vnitřním městě po ulici Dominikánské (mezi náměstím U městského dvora (Šilingrovo) náměstím Viktoria (Svobody)) a nahrazen novou tratí po třídě Horsta Wessela (Husova), která se na trať z Mendlova náměstí napojila obloukem v ústí ulice Pekařské.
Poslední velkou stavební úpravou tratě byla přestavba Mendlova náměstí v polovině 60. let. Původní trať vedoucí podél klášterní zdi byla zrušena a přeložena do současné polohy uprostřed náměstí. Zároveň v prostoru náměstí vznikla smyčka s odstavnou kolejí. Ke zprovoznění této přeložky došlo 25. března 1966.
Od konce června 2008 proběhla rozsáhlá výluka tramvajové i automobilové dopravy v prostoru ulic Husovy a horní části Pekařské. Důvodem byla kompletní rekonstrukce sítí v těchto ulicích v souvislosti s modernizaci tramvajové tratě. Na trati jezdily z Mendlova náměstí obousměrné tramvaje typu KT8D5, které končily v provizorní zastávce, jež byla umístěna u křižovatky s ulicí Leitnerovou. Po celé trati začaly tramvaje znovu jezdit 29. srpna 2009.

## Trasa a zastávky

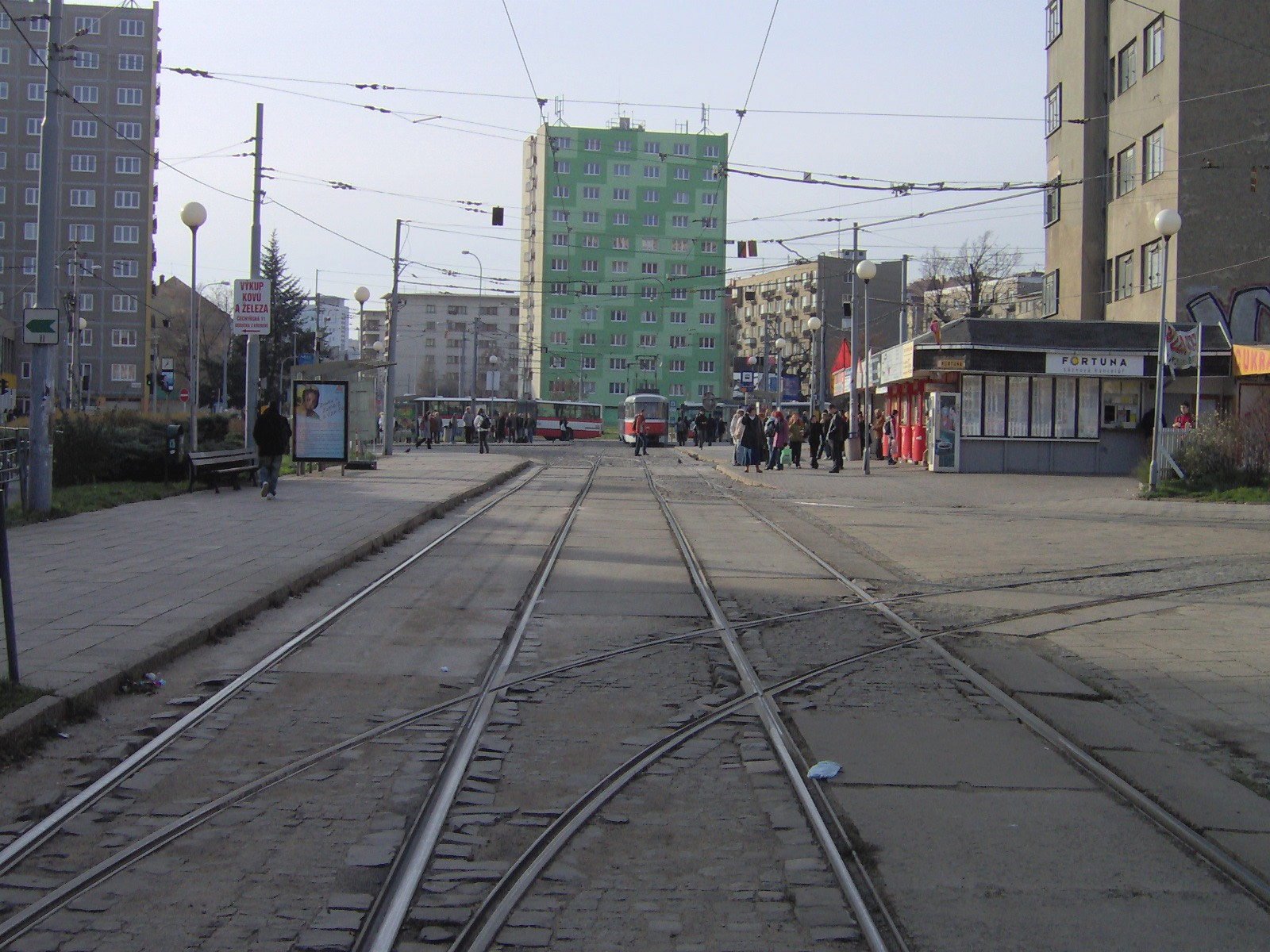
Tramvajová trať na Mendlově náměstí s výjezdem ze smyčky

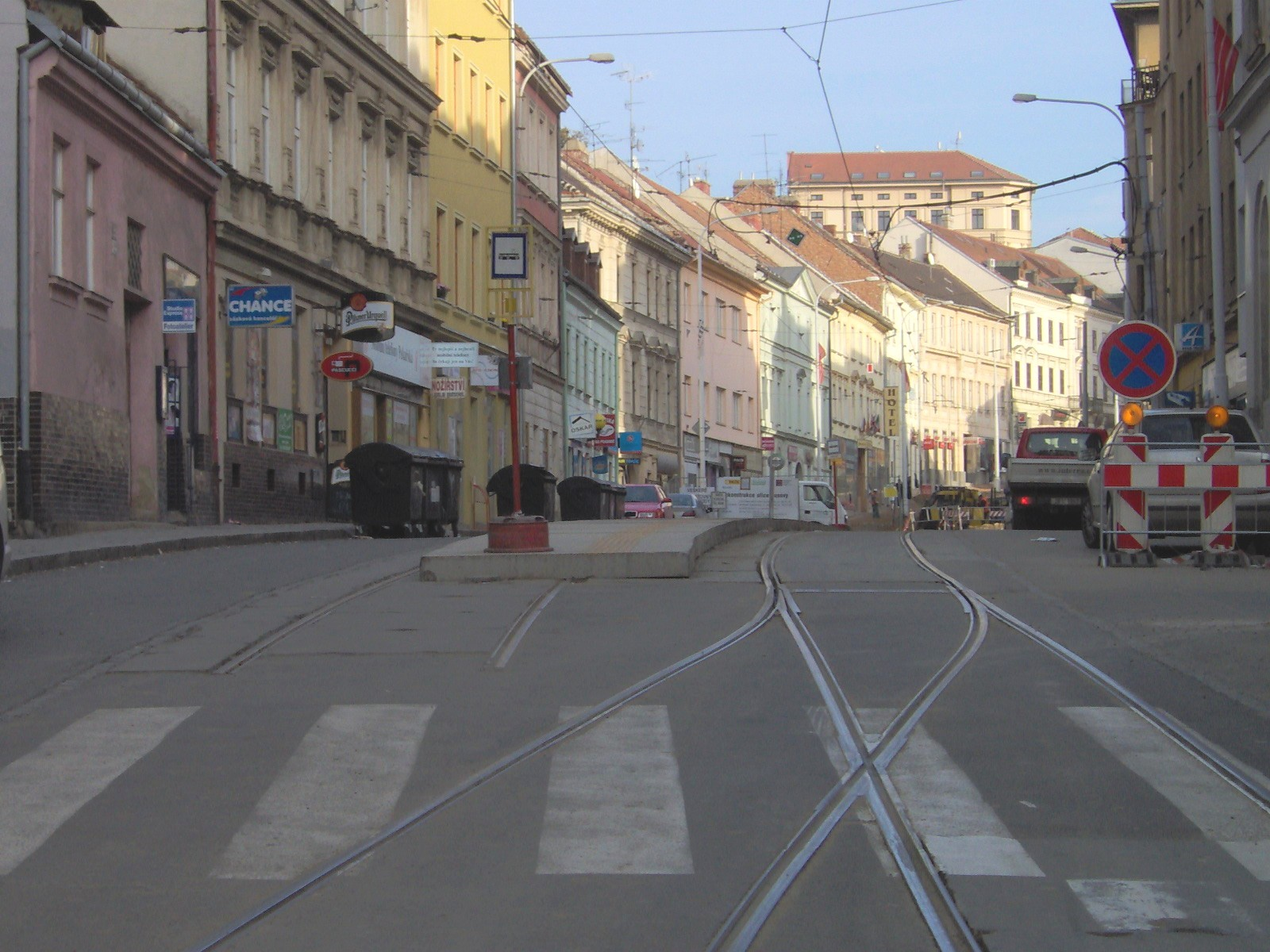
Provizorní konečná zastávka Šilingrovo náměstí

Trať se odpojuje uprostřed Mendlova náměstí z tratě do Pisárek, prostřední částí náměstí směřuje směrem na východ k ústí Pekařské ulice, kde šikmo křižuje střední městský silniční okruh (ulice Úvoz). V prostoru Mendlova náměstí se také nachází stejnojmenná smyčka, která však není v pravidelném provozu využívána. Dále vede trať Pekařskou ulicí po celé její délce až na Šilingrovo náměstí, kde se obloukem napojuje na tramvajovou trať na Husově ulici. Původně trať pokračovala dále, ze Šilingrova náměstí zabočila do Dominikánské ulice, vedla spodní částí Dominikánského náměstí a po ulici Zámečnické se dostala na náměstí Svobody, kde byla původně kuse ukončena, později se napojila na trať po Kobližné ulici.
Trať je v úseku po Pekařské ulici umístěna v betonových zádlažbových panelech uprostřed silnice, automobilům slouží pruhy okolo tratě. V prostoru Mendlova náměstí je trať vedena skrz parčík, kryta je rovněž betonovými panely, v místě výhybek dlažebními kostkami. V horním úseku Pekařské ulice od Leitnerovy po Šilingrovo náměstí je povrch tratě po rekonstrukci pokryt živicí (asfaltový povrch).
Světelnou signalizací je vybavena křižovatka Mendlovo náměstí – Pekařská – Úvoz a dále křižovatka na Šilingrově náměstí.
- křižovatka Mendlovo náměstí, napojení na trať do Pisárek
- Mendlovo náměstí, obousměrná zastávka s nástupem z chodníku
- výjezd ze smyčky Mendlovo náměstí
- vjezd do smyčky Mendlovo náměstí
- křižovatka Mendlovo náměstí – Pekařská – Úvoz
- Nemocnice u sv. Anny, obousměrná zastávka s nástupními ostrůvky
- Šilingrovo náměstí, obousměrná zastávka, nástup z chodníku (směr Česká) a nástupního ostrůvku (směr Mendlovo náměstí)
- křižovatka Šilingrovo náměstí – Husova, napojení na tramvajovou trať v Husově ulici

## Napojení
Křižovatka Mendlovo náměstí: kolejová křižovatka tvaru T uprostřed náměstí, v místě bez individuální automobilové dopravy. Vznikla v roce 1966 při přestavbě Mendlova náměstí, původní křižovatka se nacházela v místech před pivovarskou hospodou.
Křižovatka Šilingrovo náměstí – Husova: nekompletní kolejová křižovatka tvaru T řízená světelnou signalizací. Z technických a provozních důvodů nikdy nevznikly oblouky ve směru Pekařská – Husova pod Petrovem. Původně trať z Pekařské ulice pokračovala rovně směrem na Dominikánskou ulici, trať po Husově neexistovala. Ta vznikla jako náhrada právě za nevyhovující trasu po Dominikánské. Jako první byly postaveny oblouky Pekařská – Husova (1942), přímý směr po Husově na Nové sady byl zprovozněn o rok později.

## Obratiště

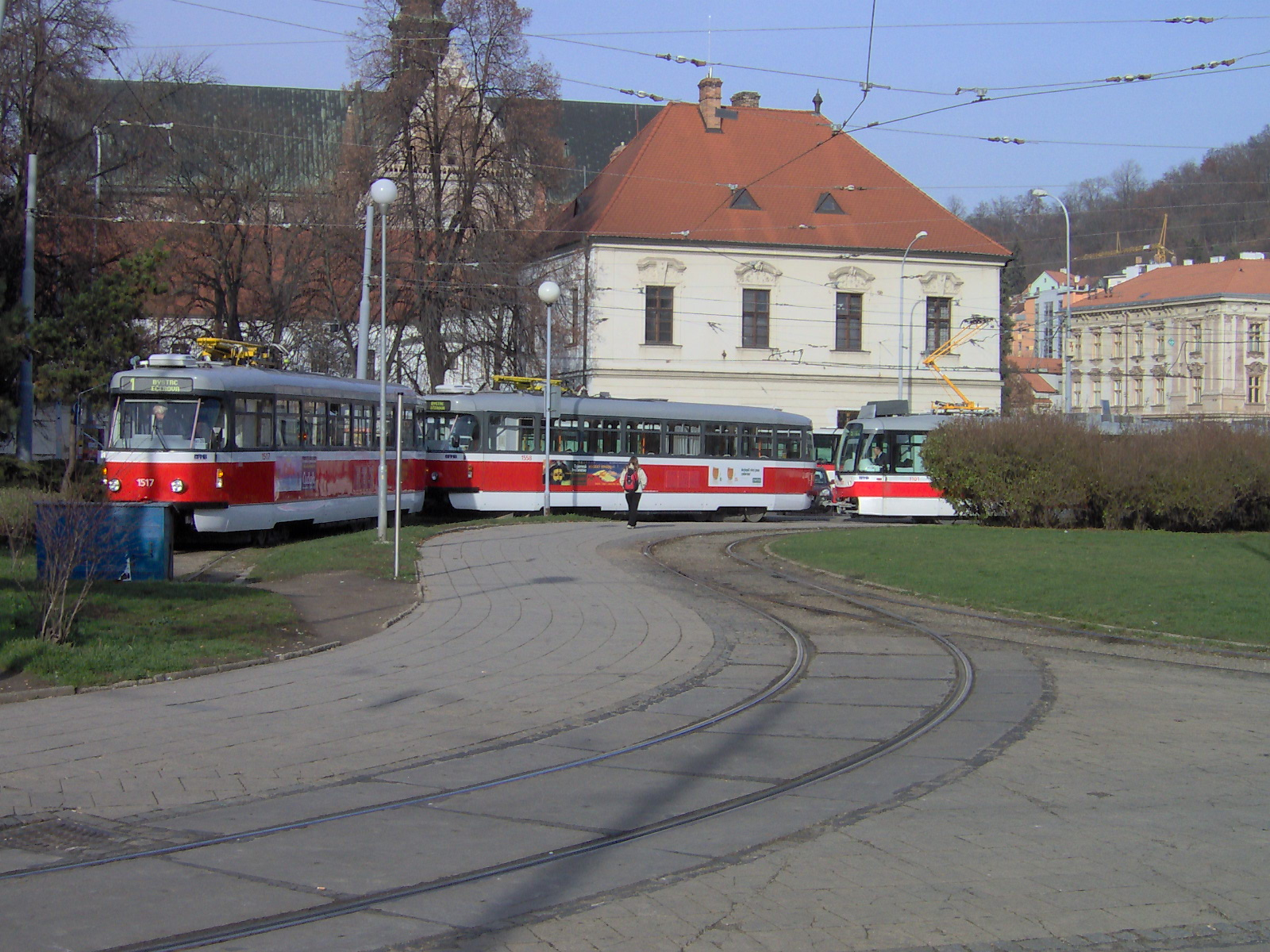
Tramvaje odstavené ve smyčce Mendlovo náměstí

Smyčka Mendlovo náměstí vznikla v roce 1966 při celkové přestavbě Mendlova náměstí, kdy byla původní trať vedoucí podél kláštera přeložena do trasy uprostřed náměstí. Je zajímavá faktem, že je průjezdná jak ze směru Pisárek či ulice Křížové, tak i ve směru z Pekařské ulice. Smyčka je jednokolejná a vybavená odstavnou kolejí. Nikdy zde nekončila pravidelná linka, je využívána pouze při mimořádných událostech či pro odstavení porouchaných tramvají. Výjimkou bylo období 10. prosince 2006 – 27. června 2008, kdy zde končily ranní a večerní spoje linky č. 6.

## Doprava a linkové vedení
Při zprovoznění prvního úseku tratě sem byla prodloužena „zelená“ linka od Ústředního hřbitova. 11. března 1913 byly linky přeznačeny, místo barevných světel začala být používána čísla a ze „zelené“ linky se stala linka č. 2. Po propojení tratí na náměstí Svobody byla linka č. 2 prodloužena až do Zábrdovic. 1. května 1931 byla zavedena nová peážní linka č. 8, která měla až na koncový úsek v Židenicích shodnou trasu s linkou č. 2. V roce 1942, při zrušení úseku Šilingrovo náměstí – náměstí Svobody, byly obě linky č. 2 a 8 přesměrovány na novou trať po Husově ulici (směr Komenského náměstí).
29. března 1964 byly při reorganizaci MHD v Brně zavedeny nové linky. Linka č. 2 byla přesměrována z Pekařské ulice do jiné trasy, po Pekařské ulici nadále jezdila linka č. 8 a nově tudy projížděly i linky č. 6 a 18, které 5. října téhož roku následovala ještě linka č. 14. 3. února 1986 byla linka č. 8 přesunuta do jiné trasy.
Další velká reorganizace brněnské MHD nastala 2. září 1995, kdy bylo zavedeno současných 13 tramvajových linek. Pekařskou ulicí od té doby projíždí linka č. 5 a 6. Poslední změna linkového vedení nastala 1. ledna 2004, kdy byla na tuto trať přesměrována linka č. 7.
Při výluce proběhlé od června 2008 do srpna 2009 jezdila po Pekařské ulici pouze linka č. 7, která byla dočasně úvraťově ukončena v provizorní zastávce Šilingrovo náměstí umístěné u křižovatky ulic Pekařská a Leitnerova.